# Purperhoningzuiger
De purperhoningzuiger (Cinnyris asiaticus synoniem: Nectarinia asiatica) is een klein soort honingzuiger.

## Kenmerken
De mannetjes lijken op afstand helemaal zwart, behalve bij een bepaalde belichting waarbij de purperen glans zichtbaar wordt. Deze honingzuiger heeft een relatief korte snavel en een korte, donkere, vierkante staart. Er is groot verschil tussen het mannetje en het vrouwtje (seksueel dimorfisme). Beide vogels zijn ongeveer 10 cm groot; ze hebben een kromme, neerwaarts gebogen snavel en een buisvormige tong die borstelvormig eindigt zodat ze ermee gemakkelijk nectar uit de bloemen kunnen halen.

Het vrouwtje is olijfbruin van boven met een geelachtige buik. Er is een bleke wenkbrauwstreep en een donkere oogstreep. De keel en de borst zijn geel en worden bleker geel naar de buik toe. Ze worden vaak gezien in tuinen waar geschikte bloemen staan, vaak in paren of in kleine groepjes en soms in groepen tot wel 40 tot 50 individuen.

## Leefwijze
Zoals andere honingzuigers voeden ze zich hoofdzakelijk op nectar, hoewel ze ook op insecten foerageren, vooral als ze jongen hebben. Ze hebben een snelle, directe vlucht en zij kunnen net als een kolibrie in de lucht op één plek blijven fladderen om nectar uit een bloem te halen; meestal strijken ze onder aan de bloem neer om bij de nectar de komen.

## Verspreiding en leefgebied
De soort telt 3 ondersoorten:
- C. a. brevirostris: van het oostelijk Arabisch Schiereiland tot westelijk India.
- C. a. asiaticus: Nepal, noordelijk, centraal en zuidelijk India en Sri Lanka.
- C. a. intermedius: van oostelijk India en Bangladesh tot Indochina.

De purperhoningzuiger is wijdverbreid en komt voor van het gebied rond de Perzische Golf door zuidelijk Azië tot in Zuidoost-Azië. In de meeste delen van het verspreidingsgebied zijn het standvogels. Ze komen vooral voor in laagland en heuvelland tot 1500 m. In Nepal echter in bergland tot 1830 m, in Oman tot 2100 m en in de Zuid-India tot 2400 m. Het zijn vogels van halfopen loofbos, doornig struikgewas, parken en tuinen.

## Status
De grootte van de populatie is niet gekwantificeerd. De vogel is in grote delen van het verspreidingsgebied redelijk algemeen. Om deze reden staat de purperhoningzuiger als niet bedreigd op de Rode Lijst van de IUCN.

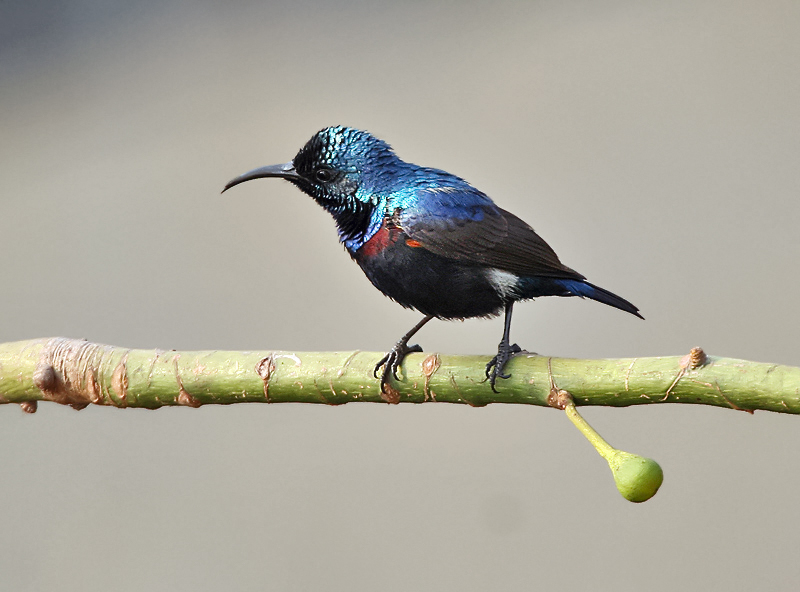
Mannetje in broedkleed
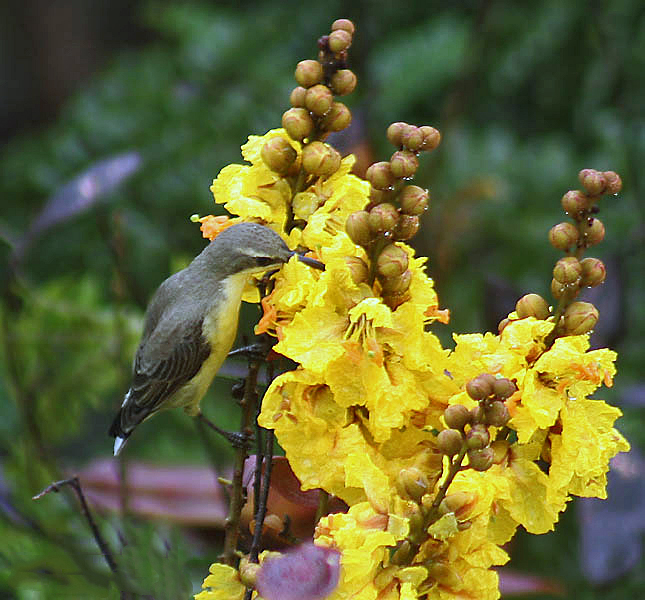
Vrouwtje
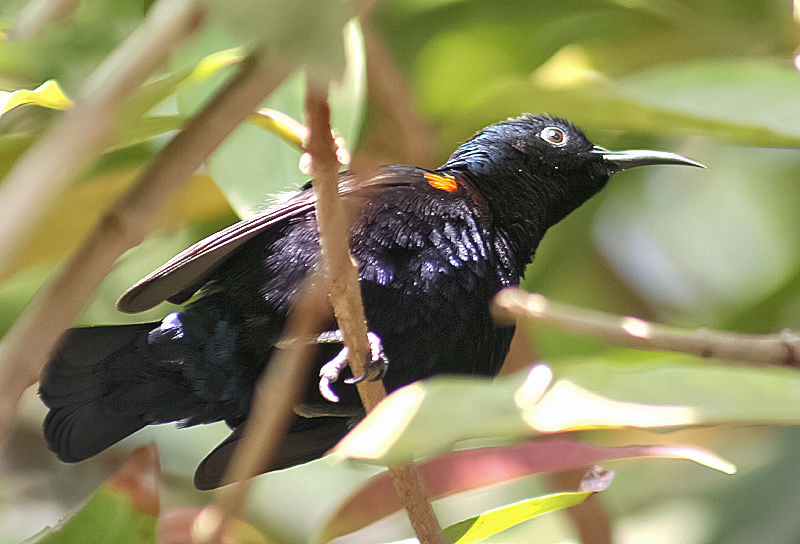
Mannetje
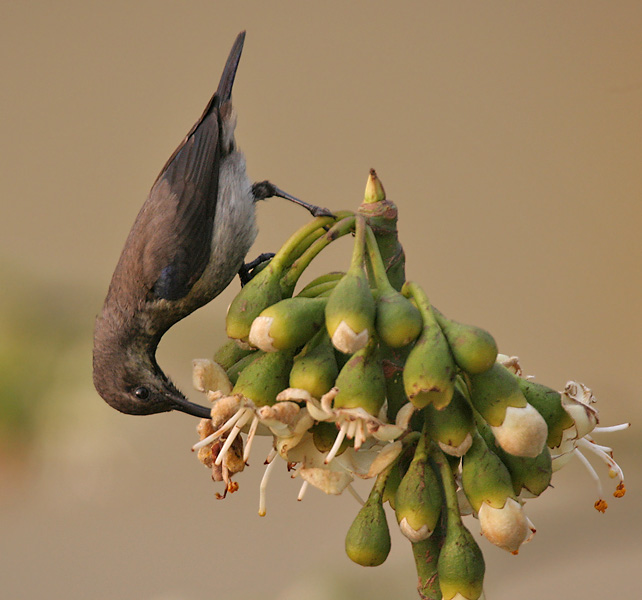
Onvolwassen mannetje
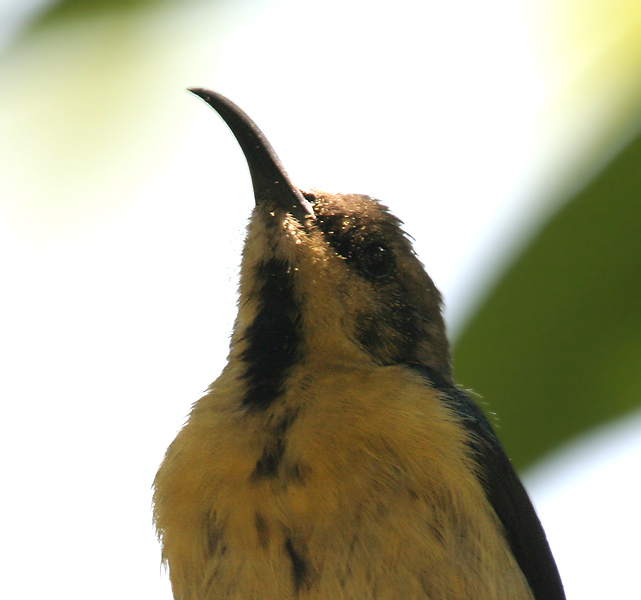
Mannetje in eclipskleed.